# سلما بلر
سلما بلیر (به انگلیسی: Selma Blair) (زاده ۲۳ ژوئن ۱۹۷۲) بازیگر آمریکایی است.

## گزیدهٔ نقش‌آفرینی‌ها
- جیغ ۲
- درون و بیرون
- دختر
- مقاصد بی‌رحمانه
- بزرگراه
- لگالی بلاند
- پسر جهنمی
- مه
- یک جمع خوب
- آرما ۳
- دابلیو. دلتا. زد
- خانه پوکر
- ضیافت عشق
- پسر جهنمی ۲: ارتش طلایی
- میدان کلمبوس
- مدیریت خشم (مجموعه تلویزیونی)
- شیرین‌ترین چیز
- مامان و بابا
- شرم کثیف
- بنفش بنفشه‌ها
- پایین برای تو
- بهانه
- نمی‌توانم صبر کنم
- معامله